# Sombacour
Sombacour korábbi község (település) Franciaországban, Doubs megyében. 2024. január 1-jén Bians-les-Usiers, Goux-les-Usiers községgel egyesült és Val-d’Usiers új község része lett.
Lakosainak száma 629 fő (2021. január 1.). Sombacour Évillers, Bians-les-Usiers, Chaffois, Chapelle-d’Huin, Dommartin, Houtaud és Septfontaines községekkel határos.

## Népesség
A település népessége az elmúlt években az alábbi módon változott:
| Lakosok száma | 463  | 512  | 514  | 573  | 605  | 624  | 638  | 631  | 632  | 629  |
|               | 1968 | 1982 | 1990 | 2006 | 2011 | 2015 | 2016 | 2018 | 2019 | 2021 |